# Femme nue au chien
Femme nue au chien est un tableau réalisé par le peintre français Gustave Courbet vers 1861-1862. De format horizontal, cette huile sur toile est un nu qui représente une jeune femme assise devant un paysage naturel en train de se pencher pour embrasser un petit chien blanc. Le modèle serait Léontine Renaude, maîtresse de l'artiste à l'époque. Présentée au public en 1868, l'œuvre est conservée au musée d'Orsay, à Paris.